# Баранцеві (птахи)
Баранцеві (Scolopacidae) — родина навколоводних птахів ряду сивкоподібних (Charadriiformes).

## Загальна характеристика
Маса тіла від 20 г до 1,1 кг. Оперення щільне, зазвичай неяскравих тонів. Сезонні, вікові та статеві відмінності у забарвленні виражені різною мірою. Дзьоб у більшості видів видовжений, прямий або вигнутий донизу чи доверху, у деяких короткий, що звужується до вершини. Верхівка може мати численні комірки, в яких залягають нервові закінчення, що виконують функцію рецепторів дотику. Ноги довгі, або відносно короткі, задній палець різної довжини або відсутній. При основі передніх пальців може бути плавальна перетинка. Крила різної ширини, але частіше вузькі, гострі, інколи з видовженими другорядними маховими. Хвіст прямий або заокруглений, або з невеликою вирізкою, Поширені переважно у помірних та арктичних широтах Північної півкулі. Населяють зволожені або заболочені ландшафти, сирі ліси.
Більшість моногами, лише деякі полігами. Гніздяться частіше окремими парами, деякі утворюють колонії. Гнізда, як правило, у вигляді ямки у субстраті зі скупою вистилкою; деякі будують власні або використовують чужі гнізда. У кладці зазвичай 4 яйця, насиджування близько 3 тижнів. Виводкові птахи. Насиджують та водять пташенят обидва члени пари або тільки самка. У віці 2−3 тижнів пташенята здатні перелітати. Ведуть переважно денний спосіб життя, але є види з присмерковою або нічною активністю. Живляться різноманітною тваринною їжею (комахи та їх личинки, які мешкають на поверхні або у самому ґрунті, у воді, ракоподібними, молюсками, червами тощо), деякі (кульони, грицики) вживають ягоди та насіння. Способи добування здобичі різноманітні (ловля на ходу на суходолі або мілководді, зондування ґрунту тощо).

## Систематика
Родина містить 98 існуючих або нещодавно вимерлих видів, розділених на 15 родів:
- Бартрамія (Bartramia)
- Кульон (Numenius)
- Грицик (Limosa)
- Крем'яшник (Arenaria)
- Куліга (Prosobonia)
- Побережник (Calidris)
- Неголь (Limnodromus)
- Слуква (Scolopax)
- Острівний баранець (Coenocorypha)
- Малий баранець (Lymnocryptes)
- Баранець (Gallinago)
- Мородунка (Xenus)
- Плавунець (Phalaropus)
- Набережник (Actitis)
- Коловодник (Tringa)

## Галерея

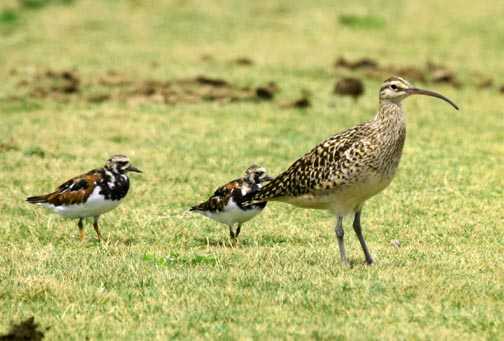
Кульон аляскинський (Numenius tahitiensis), праворуч та крем'яшник звичайний (Arenaria interpres)
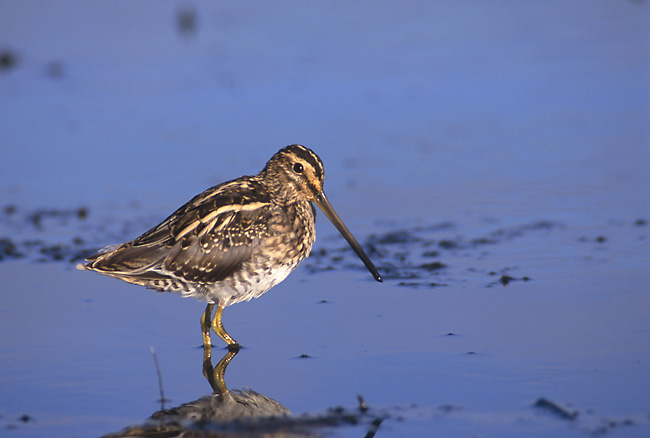
Баранець звичайний  (Gallinago gallinago)
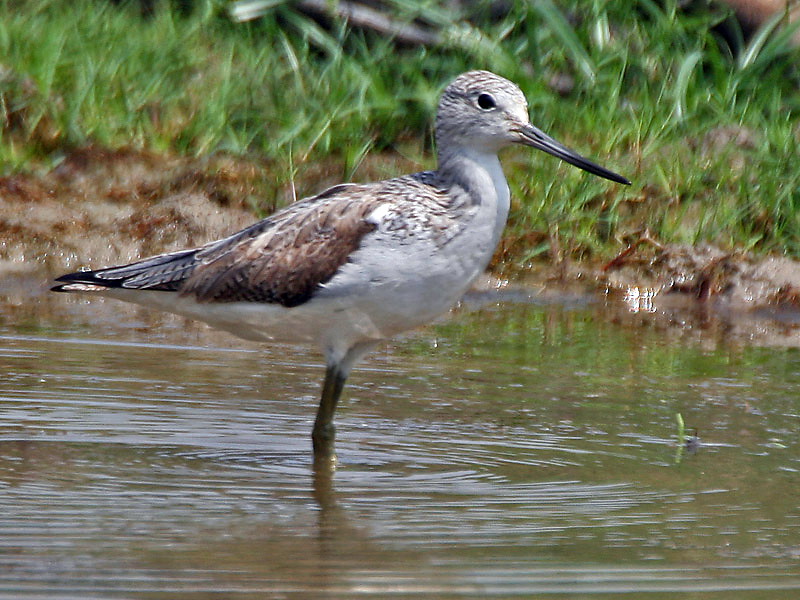
Коловодник великий (Tringa nebularia)
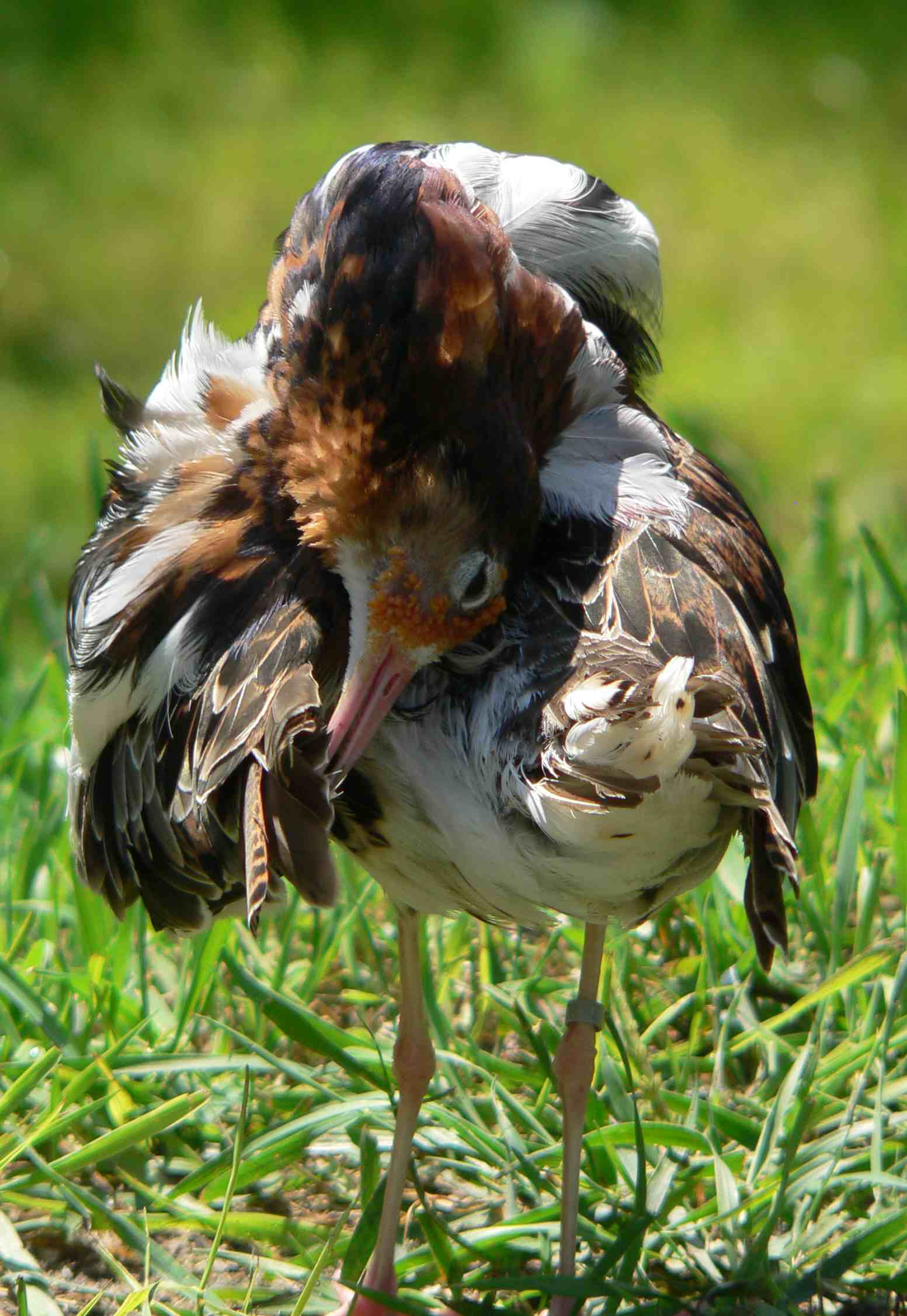
Самець брижача (Philomachus pugnax) у шлюбному вбранні